# Sole (artista)
Sole, cuyo nombre real es Tim Holland, es el cofundador del colectivo de hip hop underground conocido como Anticon. Sole creció en Portland, Maine, no confundir con el Portland de Oregón. Allí conoció a Alias (Brendan Whitney), un futuro miembro de Anticon. Tuvo una disputa con el rapero y productor underground El-Producto (conocido también como El-P). Sole también ha metido su mano en la producción, bajo el alias de 'mansbestfriend', y no cabe duda de que es un rapero muy respetado dentro del subgénero, donde es valorado como se merece.

## Discografía
- Bottle of Humans (Anticon, 2000)
- uck rt (2001)
- Mansbestfriend (2002)
- Selling Live Water (Anticon, 2003)
- Mansbestfriend Pt. 2: No Thanks (2003)
- Live from Rome (Anticon, 2005)
- Mansbestfriend Pt. 3: My Own Worst Enemy (2005)
- Poly.Sci.187 (Anticon, 2007)
- Desert Eagle (2008)
- A Ruthless Criticism of Everything Existing (Black Canyon, 2012)
- No Wising Up No Settling Down (Black Canyon, 2013)
- Crimes Against Totality (Black Canyon, 2013)
- Mansbestfriend 7 (Black Box Tapes, 2015)
- Let Them Eat Sand (Black Box Tapes, 2018)